# Elecciones presidenciales de Francia de 1958
La elección presidencial de Francia de 1958, la primera de la Quinta República Francesa, tuvo lugar el 21 de diciembre de 1958. 
Esta sería la única elección presidencial francesa realizada por medio de un cuerpo electoral de alrededor de 80.000 personas compuesto de diputados, consejeros generales y de representantes de los concejos.
| Candidato | Candidato         | Partido                             | Votos  | Porcentaje |
| --------- | ----------------- | ----------------------------------- | ------ | ---------- |
|           | Charles de Gaulle | Unión por la Nueva República (UNR)  | 62.394 | 78,5%      |
|           | Georges Marrane   | Partido Comunista Francés (PCF)     | 10.355 | 13,1%      |
|           | Albert Châtelet   | Unión de Fuerzas Democráticas (UFD) | 6.721  | 8,4%       |

- Datos: Q1450633